# هاغت لابل
هاغت لابل هي موظفة مدنية كندية، ولدت في 15 أبريل 1939 في Rockland, Ontario ‏ في كندا.

## روابط خارجية
- هاغت لابل على موقع مونزينجر (الألمانية)